# Heinz Fütterer
Heinrich Ludwig Fütterer, dit Heinz Fütterer, est un athlète allemand spécialiste du sprint né le 14 octobre 1931 à Illigen et mort le 10 février 2019 dans la même ville[réf. nécessaire].

## Carrière
Heinz Fütterer égale le record du monde du 100 mètres de Jesse Owens le 31 octobre 1954 à Yokohama au Japon en 10 s 2. Il était surnommé « L'éclair blanc » (Weisser Blitz en allemand) car il était le seul athlète blanc à rivaliser avec les meilleurs athlètes noirs de l'époque. Ce surnom est réattribué bien plus tard au sprinteur français Christophe Lemaitre pour les mêmes raisons.

## Distinction
- Personnalité sportive allemande de l'année en 1954
- Ordre du Mérite de la République fédérale d'Allemagne en 1981

## Palmarès

### Jeux olympiques d'été
- Jeux olympiques d'été de 1956 à Melbourne (Australie)
  -  Médaille de bronze sur le relais 4 × 100 m

### Championnats d'Europe d'athlétisme
- Championnats d'Europe d'athlétisme 1954
  -  Médaille d'or sur 100 m
  -  Médaille d'or sur 200 m
- Championnats d'Europe d'athlétisme 1958
  -  Médaille d'or sur 4 × 100 m